# Charles McMahon và Darwin Judge

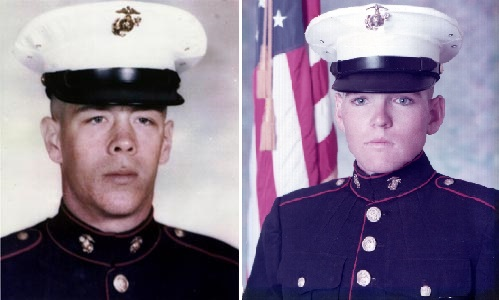
Charles McMahon (trái) và Darwin Judge (phải).

Charles McMahon (ngày 10 tháng 5 năm 1953 – ngày 29 tháng 4 năm 1975) và Darwin Lee Judge (ngày 16 tháng 2 năm 1956 – ngày 29 tháng 4 năm 1975) là hai quân nhân người Mỹ cuối cùng tử vong tại Việt Nam trong chiến tranh Việt Nam. Cả hai đều là binh sĩ Thủy quân lục chiến Mỹ đã thiệt mạng trong trận tấn công bằng tên lửa vào sân bay Tân Sơn Nhứt một ngày trước khi Sài Gòn thất thủ.
Charles McMahon, còn 11 ngày nữa là đến sinh nhật lần thứ 22 của mình, là Hạ sĩ quê ở Woburn, Massachusetts. Darwin Judge là Binh nhất và Hướng đạo Đại bàng 19 tuổi quê ở Marshalltown, Iowa.

## Cái chết của McMahon và Judge
McMahon và Judge đều là thành viên thuộc Tiểu đoàn Bảo vệ An ninh Thủy quân lục chiến (MSG) tại Đại sứ quán Hoa Kỳ ở Sài Gòn và đang canh gác dãy nhà khu cư xá DAO, liền kề với Sân bay Tân Sơn Nhứt, Sài Gòn. McMahon đặt chân đến Sài Gòn vào ngày 18 tháng 4, trong khi Judge sang đây vào đầu tháng 3. Cả hai đều thiệt mạng trong cuộc tấn công sân bay Tân Sơn Nhứt bằng tên lửa của quân đội Bắc Việt vào sáng ngày 29 tháng 4 năm 1975.
Theo thủ tục dành cho người Mỹ thiệt mạng ở Việt Nam, thi thể của họ được chuyển đến Bệnh viện Cơ Đốc Phục Lâm Sài Gòn nằm gần Tân Sơn Nhứt. Trong các cuộc điện thoại gọi đến bệnh viện vào chiều ngày 29 tháng 4, một số nhân viên còn lại thông báo rằng thi thể hai người bọn họ đã được sơ tán nhưng trên thực tế số thi thể này đều bị bỏ lại tại bệnh viện. Chiến dịch Frequent Wind giúp di tản người Mỹ rời khỏi Sài Gòn vừa hoàn thành vào hôm sau, ngày 30 tháng 4 năm 1975. Thượng nghị sĩ Edward M. Kennedy bang Massachusetts, thông qua các kênh ngoại giao, đã đảm bảo việc trao trả hai thi thể này vào năm sau. Hai viên phụ tá của Kennedy đã nhận bàn giao số thi thể này vào ngày 22 tháng 2 năm 1976 tại Sân bay Tân Sơn Nhứt. Quan tài của họ được chất lên một chiếc máy bay phản lực Caravelle của Air France do Cao ủy Liên Hợp Quốc về người tị nạn thuê và bay đến Bangkok để được một đội quân danh dự của Lục quân Mỹ tiếp nhận rồi sau mới chuyển sang Sân bay Hải quân Hoàng gia Thái Lan U-Tapao tiến hành nhận dạng.
Judge được chôn cất với đầy đủ nghi lễ quân sự vào tháng 3 năm 1976 tại Marshalltown, Iowa. Có chiếc quan tài phủ cờ, Lính gác Danh dự Thủy quân lục chiến kèm khẩu súng trường bắn chào. Lá cờ phủ trên quan tài của Judge đã được gấp lại và tặng cho cha mẹ anh. Tang lễ của Judge bị phớt lờ đến mức giới truyền thông lớn nhỏ không tham dự sự kiện này. Ngoại lệ duy nhất là tờ Daily Iowan (Iowa City, Iowa). Một bộ đầy đủ các bức ảnh chụp sự kiện có sẵn. Do không biết về đám tang quân sự này vào tháng 3 năm 1976, Judge được vinh danh chôn cất theo nghi lễ Thủy quân lục chiến lần thứ hai 25 năm sau thông qua kế hoạch của Douglas Potratz, quân nhân Thủy quân lục chiến đội MSG từng cùng với Judge đến Sài Gòn làm nhiệm vụ và Ken Locke, bạn thời thơ ấu và đồng nghiệp Hướng đạo Đại bàng; Trung tá USMC về hưu Jim Kean, sĩ quan chỉ huy Thủy quân lục chiến trong những ngày cuối tháng 4 năm 1975 ở Sài Gòn, đã gửi tặng một lá cờ cho cha mẹ của Judge trong buổi lễ được tổ chức tại Đài tưởng niệm Chiến tranh Việt Nam Quê nhà Cựu chiến binh Iowa. Một tổ chức công ích, phi lợi nhuận ở California mang tên Hiệp hội Thủy quân lục chiến Sài Gòn Thất thủ (The Fall of Saigon Marines Association), được thành lập nhằm vinh danh hai người lính Thủy quân lục chiến cuối cùng tử trận tại Việt Nam. Hiệp hội tài trợ hai suất học bổng trị giá 500 đô la Mỹ cho những Hướng đạo Đại bàng đang theo học Trường Trung học Marshalltown ở Marshalltown, Iowa (dưới dạng đài tưởng niệm Hướng đạo Đại bàng Judge).

## Quân nhân người Mỹ cuối cùng tử vong tại Việt Nam
Trong suốt hơn 40 năm, vấn đề về người lính Mỹ đầu tiên chết ở Việt Nam đã gây nên cuộc tranh cãi trong giới nghiên cứu. Cái chết của Richard B. Fitzgibbon Jr. vào tháng 6 năm 1956 được cho là xảy ra trước khi Chiến tranh Việt Nam bắt đầu. Tuy vậy, gia đình Fitzgibbon đã vận động hành lang từ lâu nhằm thay đổi ngày mở đầu và nguyên nhân khởi chiến từng được Dân biểu Ed Markey (D-MA) đề xuất. Sau quá trình xem xét ở cấp cao trong Bộ Quốc phòng và thông qua nỗ lực của gia đình Fitzgibbon, ngày bắt đầu chiến tranh Việt Nam được đổi thành ngày 1 tháng 11 năm 1955. Niên đại tháng 11 năm 1955 được chọn làm ngày bắt đầu mới vì đó là lúc Đoàn Cố vấn Viện trợ Quân sự Mỹ (MAAG) tại Việt Nam được tách ra khỏi "MAAG, Đông Dương". Đây là sự tái tổ chức của MAAG vào các quốc gia khác nhau. Nhờ niên đại mới này mà Fitzgibbon trở thành người đầu tiên thiệt mạng trong Chiến tranh Việt Nam, tên của Fitzgibbon được đưa thêm vào Bức tường Tưởng niệm Chiến tranh Việt Nam năm 1999. Hai quân nhân đầu tiên tử trận chính thức trước đây là Thiếu tá Dale R. Buis và Thượng sĩ Chester Charles Ovnand của Lục quân Mỹ đã thiệt mạng vào ngày 8 tháng 7 năm 1959.
Mặc dù McMahon và Judge là những quân nhân Mỹ cuối cùng tử trận ở Việt Nam, nhưng họ không phải là những người lính cuối cùng thiệt mạng trong Chiến tranh Việt Nam (thuật ngữ này còn bao hàm sự can thiệp của quân đội Mỹ vào Campuchia và Lào) được ghi lại trên Đài tưởng niệm Cựu chiến binh Việt Nam; những cái tên đó thuộc về 18 người Mỹ thiệt mạng trong Sự kiện Mayaguez.